# 各務原市鵜沼福祉センター
各務原市鵜沼福祉センター（かかみがはらしうぬまふくしセンター）は、岐阜県各務原市にある各務原市が運営する公共施設。

## 概要
市民の福祉増進、文化生活の普及及びコミュニティ活動の促進を図ることを目的とする施設であり、各務原市内にある福祉センターの一つである。一般財団法人各務原市施設振興公社が指定管理者である。
各務原市は福祉施設と図書館などの複合施設として各務原市福祉センターを1969年（昭和44年）に開館。その後同様の施設を各地区に建設することになり、その最初の施設が鵜沼福祉センターである。1974年（昭和49年）10月に着工。1975年（昭和50年）4月1開館。
津島神社に隣接する。津島神社境内にある皆楽座の利用申し込みの窓口である。

## 施設
- 集会室
- 学習室
- 保育室
- 休養室（和室）
- 会議室
- 研修室

## 利用案内
- 住所：岐阜県各務原市鵜沼羽場町1丁目217
- 利用時間：9:00 - 21:00
- 休館日：年末年始（12月29日 - 1月3日）

## 周辺施設
- 各務原市立かかみがはら支援学校
- 津島神社
- 皆楽座
- 鵜沼市民サービスセンター
- 名古屋鉄道各務原線羽場駅